# Cholnoky Béla
Csolnokossi Cholnoky Béla Jenő (Budapest, 1899. június 27. – Pretoria, Dél-Afrikai Köztársaság, 1972. február 5.) magyar hidrobiológus, botanikus, algológus, Cholnoky Jenő földrajztudós fia.

## Élete
Apja Cholnoky Jenő geográfus, az MTA tagja, anyja Barrois du Vignée Petronella, testvére Cholnoky Tibor (1901–1991) építőmérnök, egyetemi tanár volt. Elemi iskolai tanulmányait és középiskoláit Kolozsvárott végezte, 1917-ben érettségizett a kolozsvári római katolikus főgimnáziumban. A kolozsvári Ferenc József Tudományegyetem hallgatója lett, majd 1919 és 1920 között a budapesti József Műegyetemen tanult. 1923-ban a szegedi Ferenc József Tudományegyetemen szerzett természetrajz–földrajz szakos középiskolai tanári oklevelet, majd 1924-ben ugyanitt bölcsészdoktori diplomát is szerzett.
1921 és 1924 között a szegedi Ferenc József Tudományegyetem Általános és Rendszeres Növénytani Intézetében Győrffy István tanársegéde volt, majd 1936-ig a szegedi Böhm Sándor Rt. cég vetőmag-kereskedőjeként és -termesztőjeként dolgozott. 1936 és 1944 között a holland N. V. Sluis en Groots Kominklijke Zaadteelt en Zaadhandel munkatársa volt, ezalatt magán-kutatólaboratóriumot hozott létre Szegeden. A második világháborút követően rövid ideig Bécsben és Nyugat-Németországban élt, majd ismét az N. V. Sluis en Groots Kominklijke munkatársa lett a hollandiai Enkhuizenben. 1952-ben Dél-Afrikában telepedett le, ahol haláláig a Pretoriai Egyetem egyetemi docense és a dél-afrikai National Institute for Water Research kutató-hidrobiológusa, illetve tudományos tanácsadója volt.
Nemzetközileg elismert algológus volt, a Bacillariophyceae és más algák rendszertani vizsgálatával, nevezéktani tisztázásával foglalkozott, emellett számos új taxont fedezett fel és nevezett el. Műfordítóként a Magyar Földrajzi Társaság Könyvtára c. sorozatban több népszerű útleírást fordított, szerkesztett és lektorált.
Első felesége Gedai (Geday) Gizella volt, akit 1924-ben vett el Budapesten. Egy gyermekük született, Petronella (1925–2000). Második felesége Mezei Ilona volt. Harmadik felesége Kätchen Pfannkuche volt, akivel 1964-ben házasodtak össze Pretoria-ban. Dél-Afrikában hunyt el 1972-ben, a pretoriai temetőben nyugszik.